# Lindesjön, Hälsingland
Lindesjön är en sjö i Söderhamns kommun i Hälsingland och ingår i Nianån-Norralaåns kustområde. Sjön är 7 meter djup, har en yta på 0,369 kvadratkilometer och befinner sig 138 meter över havet.

## Delavrinningsområde
Lindesjön ingår i det delavrinningsområde (681717-155721) som SMHI kallar för Mynnar i Långvindsån. Medelhöjden är 141 meter över havet och ytan är 3,68 kvadratkilometer. Det finns inga avrinningsområden uppströms utan avrinningsområdet är högsta punkten. Vattendraget som avvattnar avrinningsområdet har biflödesordning 2, vilket innebär att vattnet flödar genom totalt 2 vattendrag innan det når havet efter 18 kilometer. Avrinningsområdet består mestadels av skog (85 procent). Avrinningsområdet har 0,37 kvadratkilometer vattenytor vilket ger det en sjöprocent på 10 procent.